# Fenoarivo (Ambalavao)
Pour les articles homonymes, voir Fenoarivo.
Fenoarivo est une Commune rurale malgache située dans la partie sud de la région de la Haute Matsiatra.